# Malinkés
Pour les articles homonymes, voir Malinké.
 (mars 2012).
Si vous disposez d'ouvrages ou d'articles de référence ou si vous connaissez des sites web de qualité traitant du thème abordé ici, merci de compléter l'article en donnant les références utiles à sa vérifiabilité et en les liant à la section « Notes et références ».
Les Malinkés, aussi appelés Maninka,, sont un peuple d'Afrique de l'Ouest présent principalement au Mali, en Guinée, au Sénégal, en Côte d'Ivoire, en Gambie et en Guinée-Bissau. Les Malinkés sont également présents au Ghana, en Sierra Leone et à l'extrême nord du Liberia. Les Malinkés appartiennent au groupe Mandingues.

## Étymologie
Le terme « mandingue » est une déformation du mot mandenka, c'est-à-dire « habitant du Manden » (-ka étant le suffixe signifiant « habitant »), le foyer historique de l'empire du Mali. Le terme Malinké d’origine peul désigne les habitants du Manden,.

## Dénominations
Malinké, Manden, Mandeng, Mandenka, Koniankés, Mandika, Manding, Mandingo, Mandinka, Mandinko, Mandino, Maninka, Maninkaalu.

## Histoire
Le Mandé, situé au sud du Mali et l'Est de la Guinée, est considéré comme le pays d'origine du peuple malinké et des autres ethnies du groupe mandingue. 
Les Camara (ou Kamara) sont considérés comme la famille la plus ancienne à avoir habité le Mandé. Ils ont fondé le premier village du Mandé, Kiri, puis Kirina, Siby, Kita. Un très grand nombre des familles qui constituent la communauté mandingue sont nées dans le Mandé.
Les Malinkés ont ensuite donné naissance à d'autres ethnies comme les Bambaras, qui sont des Mandingues ayant refusé l'islamisation au XVIIe siècle, les Khassonkés, issus d'un mélange de Peuls et de Malinkés, et les Dioula, des commerçants mandingues. Malgré leur forte proximité culturelle, Malinkés et Bambaras ont parfois entretenu des rapports conflictuels.
À partir de la fin du XIIe siècle, les Malinkés commencent à établir leur domination, notamment avec le personnage de Soumaoro Kanté, qui bâtit avec son armée le grand royaume de Sosso sur les ruines de l'empire du Ghana, fondé par leurs cousins, les Soninkés.
Les Malinkés sont ensuite les dominants de l’empire du Mali dont le fondateur, Soundiata Keïta, était un Malinké après qu'il eut défait Soumaoro Kanté à la bataille de Kirina vers 1235.
Les Malinkés ont fondé de nombreux autres royaumes qui ont perduré jusqu'à la fin du XIXe siècle et le début de la colonisation européenne, dont les plus connus sont :
- le Kaabu, entre le Sénégal et la Guinée-Bissau ;
- le Bambouk, entre le Mali et le Sénégal ;
- le Niani, Wouli, dans le Sénégal oriental ;
- le royaume du Wassoulou, entre la Guinée, le Mali et la Côte d’Ivoire ;
- le royaume de Kong, entre le sud du Burkina Faso et le nord de la côte d'Ivoire.

## Organisation sociale et économique traditionnelle

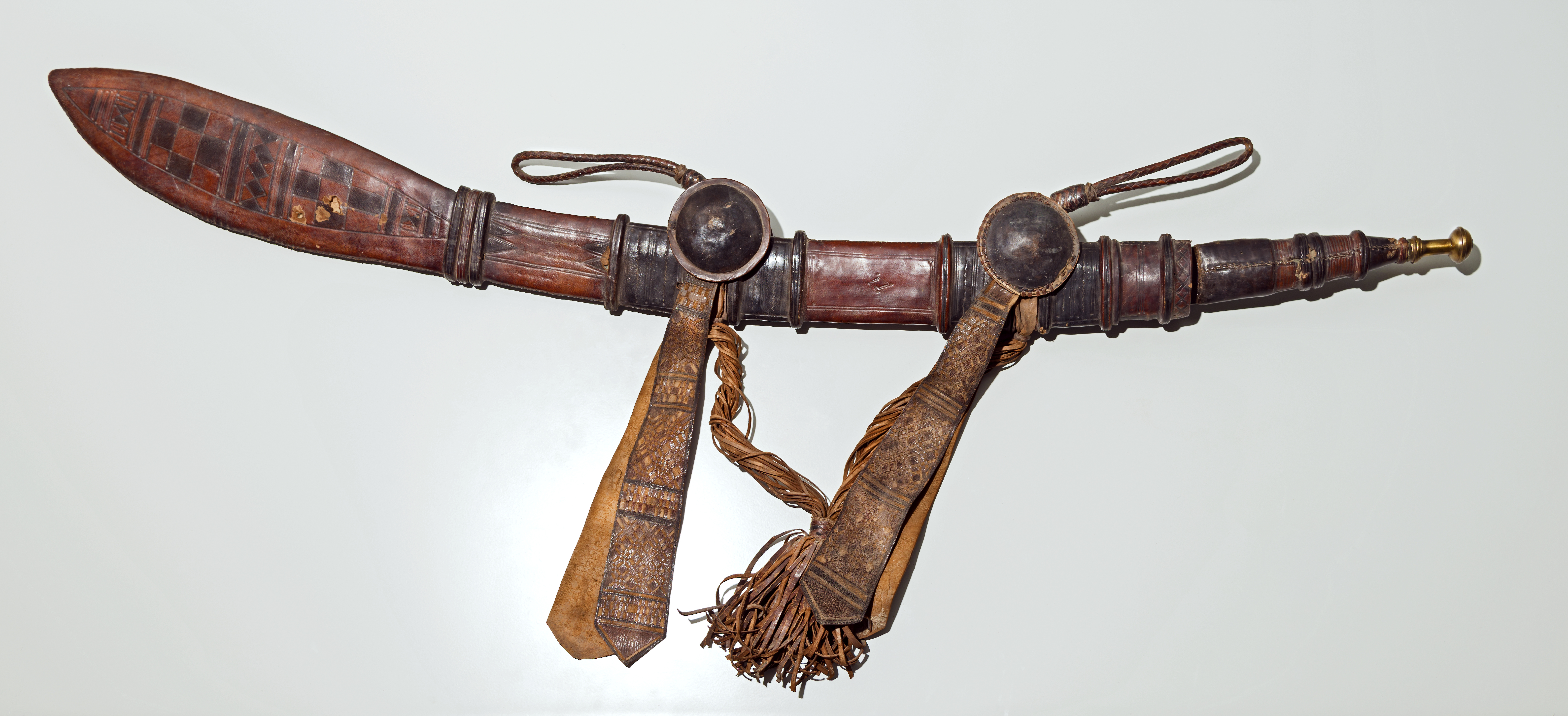
Sabre Malinké - Collection Galliéni, Muséum de Toulouse

L’organisation sociale repose sur la famille élargie, à tendance matrilinéaire, mais devenue patrilinéaire.  
La polygamie est une pratique courante, en particulier chez les nobles. 

### Castes

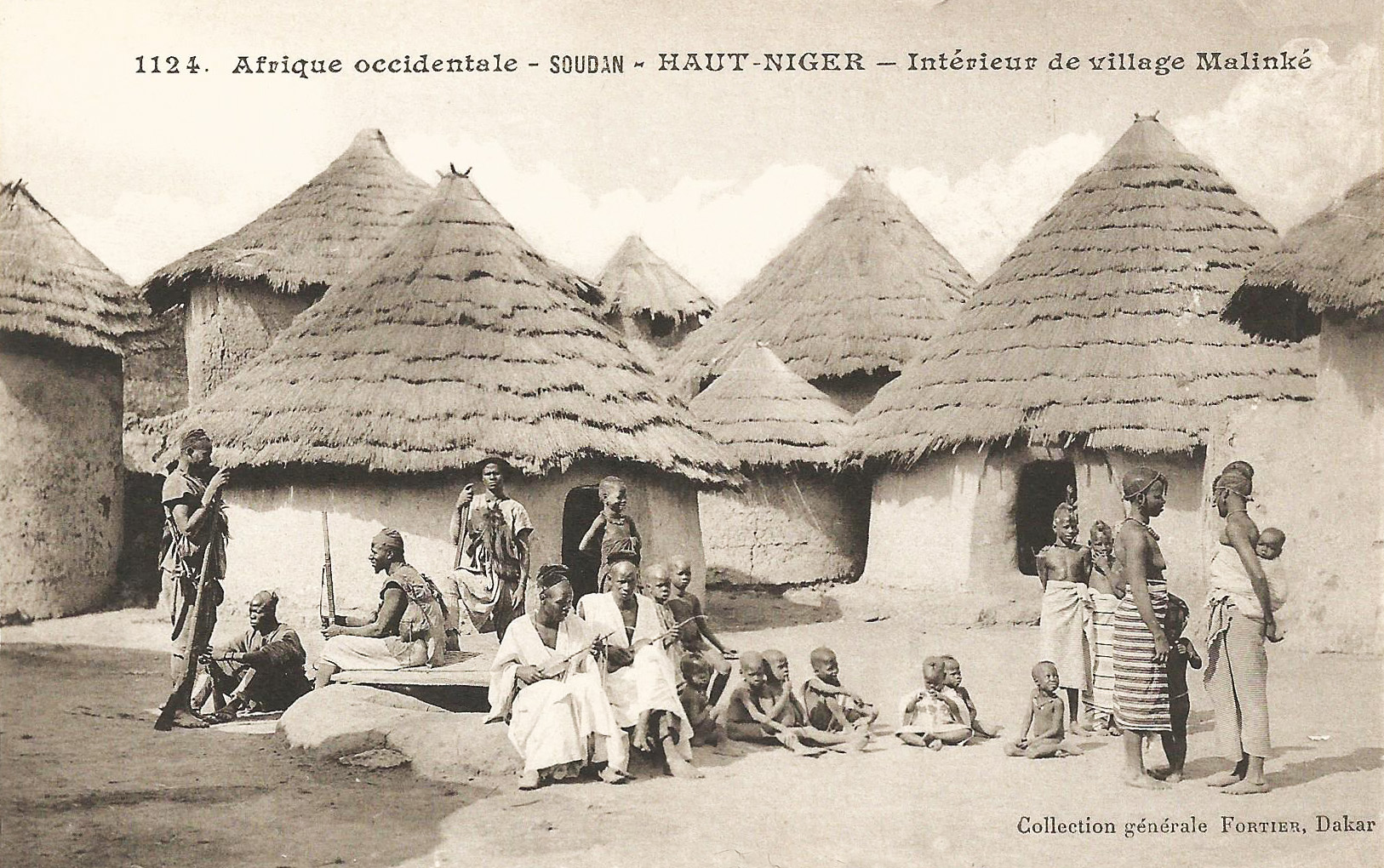
Village malinké au Haut-Niger.

La société est hiérarchisée en trois groupes (ou castes) : 
- la noblesse, issue entre autres de la famille des Keïta et des Konaté, empereurs du Mali, dont les membres portent le nom de Tontigui, et certains sont des hommes libres vivant de l'agriculture ;
- les gens de castes (forgerons, cordonniers, tisserands, les griots appelés djeli), qui portent le nom de Niamakhala. 
Les forgerons (Numu) sont les principaux détenteurs du savoir religieux, ils sont les grands initiés de la société malinké. Leurs femmes sont potières ;
- les captifs, qui portent le nom de dyon et ont été affranchis au début du XXe siècle.

Dans les villages malinkés, il existe des sociétés secrètes. Les chasseurs, qui portent un boubou, sur lequel sont fixés différents grigris (cauris, morceau de miroir, griffes et dents de fauves), se regroupent dans les confréries de chasseurs (dozo).
Les Malinkés sont de grands agriculteurs, ils confient leur troupeau aux Peuls. Les artisans malinkés castés, cultivent aussi la terre. Les tisserands sont d'origines ethniques étrangères. Ce sont des hommes de castes peuls, les Maboulé, les femmes maboulé, sont teinturières. Les Koulé  travaillent le bois, les Garanké travaillent le cuir. Les Malinkés pratiquent l'artisanat en fonction des saisons. Beaucoup sont commerçants (Dioulas).

### Confréries de chasseurs

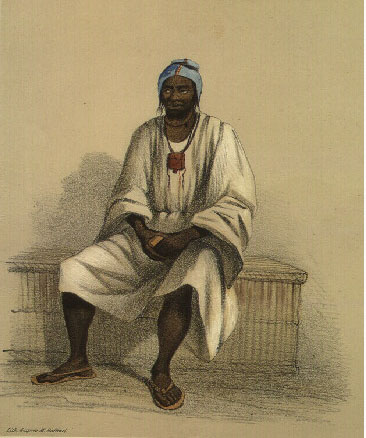
Mandingue du Bambouk (1846)

Les confréries de chasseurs, appelées les dozos, sont des sociétés, plus ou moins secrètes et ésotériques, qu'on trouve dans toute l'Afrique subsaharienne. La tradition orale mandingue fait remonter l'existence de ces confréries à deux êtres mythiques : Sanin et Kontron, respectivement mère infécondée et fils. Le fondateur de l'Empire du Mali, Soundiata Keïta était, avant de devenir Mansa, membre d'une confrérie de chasseurs dont il fut nommé maître, d'où son surnom Simbo. Son corps militaire était surtout composé de chasseurs.

## Langues

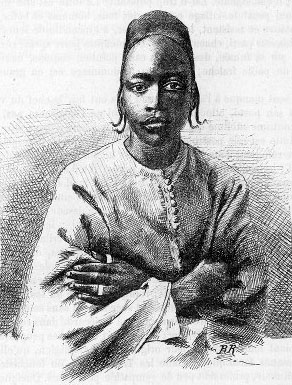
Mandingue de la rive droite du haut Niger (1890)

Les langues mandingues forment un ensemble de langues d'Afrique de l'Ouest qui constituent le principal groupe, en nombre de locuteurs, de la famille des langues mandées. Il s'agit d'un continuum linguistique, c'est-à-dire que même les variantes les plus éloignées restent mutuellement intelligibles et qu'il n'y a pas de limites géographiques claires entre chaque dialecte identifié. Malinké et maninka ont la même étymologie que mandingue et lui sont en théorie synonymes. Le premier terme est surtout utilisé dans le monde francophone, alors que le second s'emploie plutôt en anglais, avec la même acception. Toutefois, l'usage est abusif du point de vue linguistique : le malinké de l'Est présente bien plus de similitudes avec les dialectes bambaras et dioulas qu'avec le malinké de l'Ouest ou le malinké de Kita. La frontière entre les deux groupes est cette même ville de Kita, au Mali, où nous pouvons retrouver les deux branches. Les Malinkés parlent les dialectes mandingues suivant :
- maninka de Kita ;
- maninka de l'Ouest ;
- mandinka ;
- maninka de l'Est ;
- konianké.

La langue des Mandingues s'est  répandu depuis le Manden à travers une bonne partie de l'Afrique de l'Ouest. Des populations non mandingues ont adopté des dialectes mandingues (souvent le bambara ou le malinké) ce qui est le cas des Peuls du Wassooulou.

## Religion

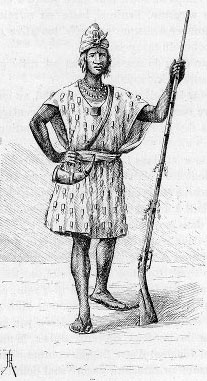
Guerrier et chasseur malinké du Haut-Niger (gravure de 1890)

À l'origine les Mandingues pratiquaient tous la religion traditionnelle. Durant l'empire du Mali, Soundiata Keïta se convertit à l'islam, entraînant ainsi la conversion de nombreux membres de groupes mandingues mais plus particulièrement ceux appartenant à la noblesse. Avec l'islam naîtront des communautés mandingues maraboutiques en particulier les Dioula et les Diakhankés. Cependant la religion traditionnelle d'origine reste pratiquée, par la majorité des Mandingues jusqu'au XIXe siècle. Aujourd’hui la quasi-totalité des Mandingues sont musulmans, mais selon les groupes, les rites et les croyances traditionnelles ont plus ou moins été conservés.

### Religion traditionnelle

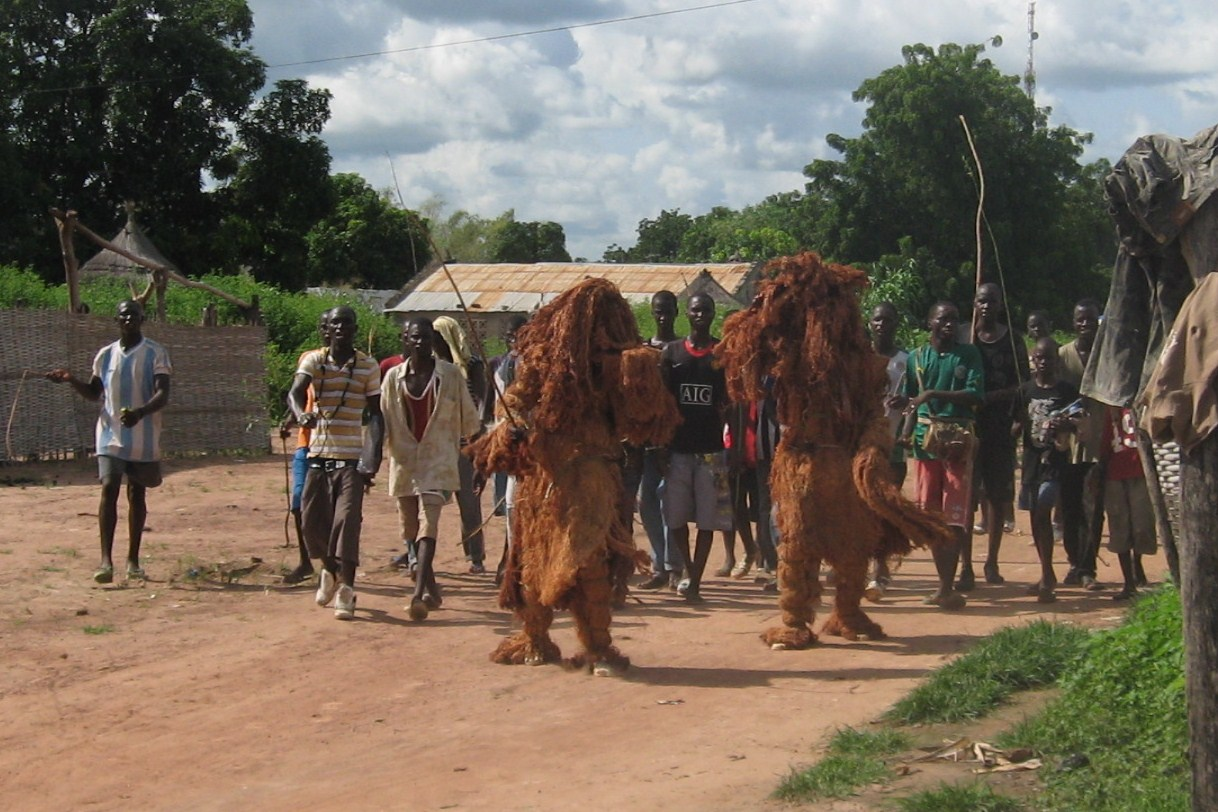
Kankourang chez les Mandingues de Haute-Casamance

Dans la religion traditionnelle mandingue, Dieu est appelé Maa Ngala. Dieu étant trop élevé pour l'invoquer directement, les ancêtres et les esprits sont les entités auxquels les prières sont adressées ; ils constituent les intermédiaires entre dieu et les hommes. Dieu est présent dans la totalité de la création. 
Chez les Mandingues, les Komotigui sont les hommes ou femmes ayant atteint les plus hauts niveaux de la connaissance spirituelle. Pour devenir Komotigui, l'initiation est une condition sine qua non. Selon les différents groupes initiatiques, comme celle du Komo ou du Nama, la durée de l'initiation est plus ou moins longue. En général il s'agit d'un cycle de sept fois sept ans, puis d'un nouveau cycle de même durée. 

Pour bénéficier des bienfaits de la création, le respect des interdits, l'hommage à Maa Ngala sont nécessaires. Prières, offrandes aux entités intermédiaires (ancêtres et esprits), individuellement, en famille, ou lors des différentes cérémonies religieuses, sont les actes qui ponctuent la vie spirituelle mandingue. L'homme n'est pas considéré en tant que tel s’il n'est pas passé par le rite de la circoncision. Dans la spiritualité traditionnelle, il n'y a pas de séparation entre la spiritualité et le profane, tout est régi selon les lois spirituelles, de la naissance qu'à la mort, où l'âme de l'être ayant été exemplaire sur terre rejoint le monde de Dieu et des ancêtres. Chaque famille est reliée à un animal totem, chose qui entre dans le cadre du respect aux êtres, créatures de Dieu possédant la parcelle divine. C'est selon les classes d'âge Ton, que l'on apprend les divers aspects de la vie et les règles de vie, toujours selon les règles spirituelles, afin d'être un individu accompli dans la société.

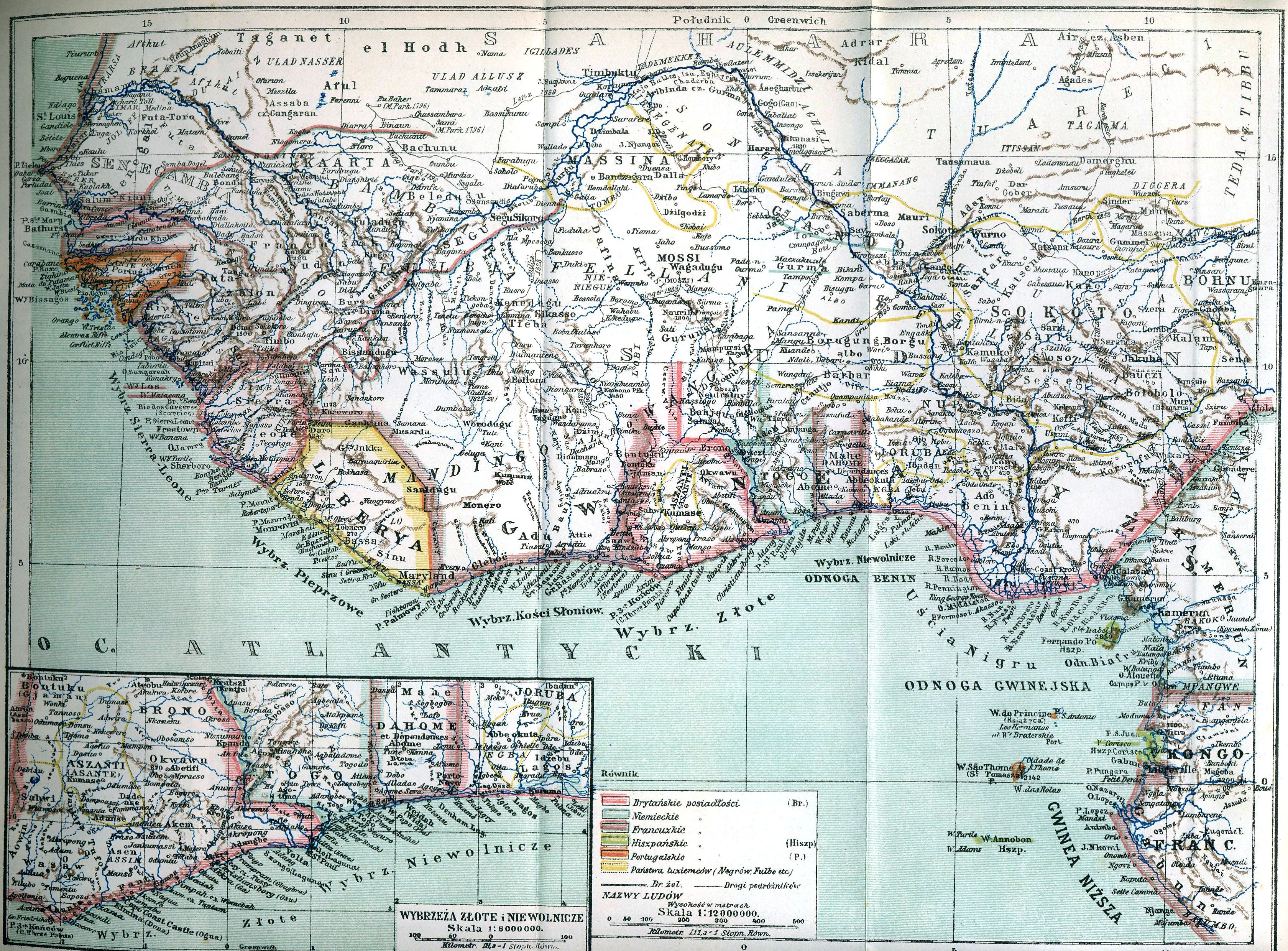
Le pays mandingue sur une carte de 1900

## Culture

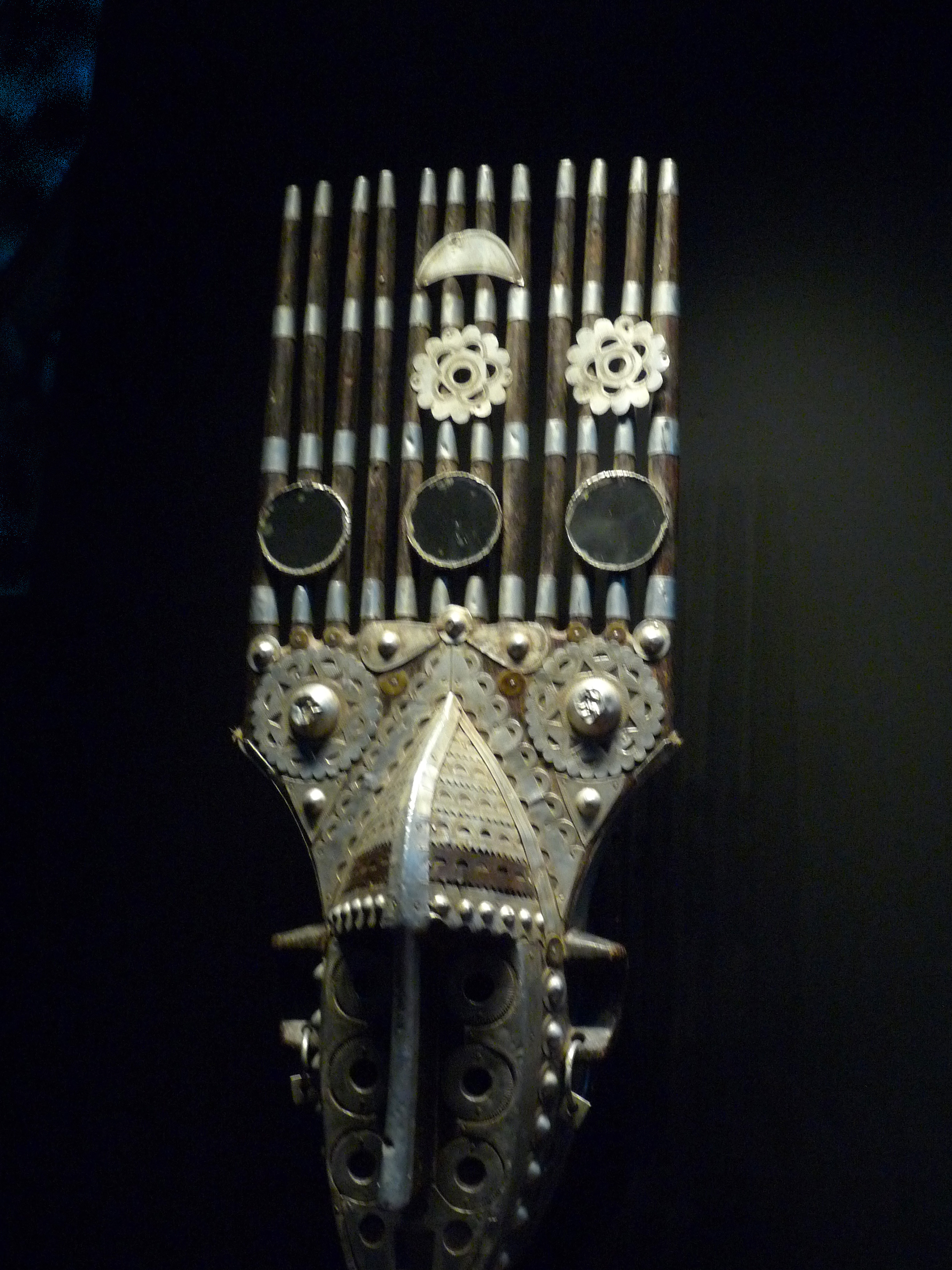
Masque de la société d'initiation du Konden (Musée du quai Branly)

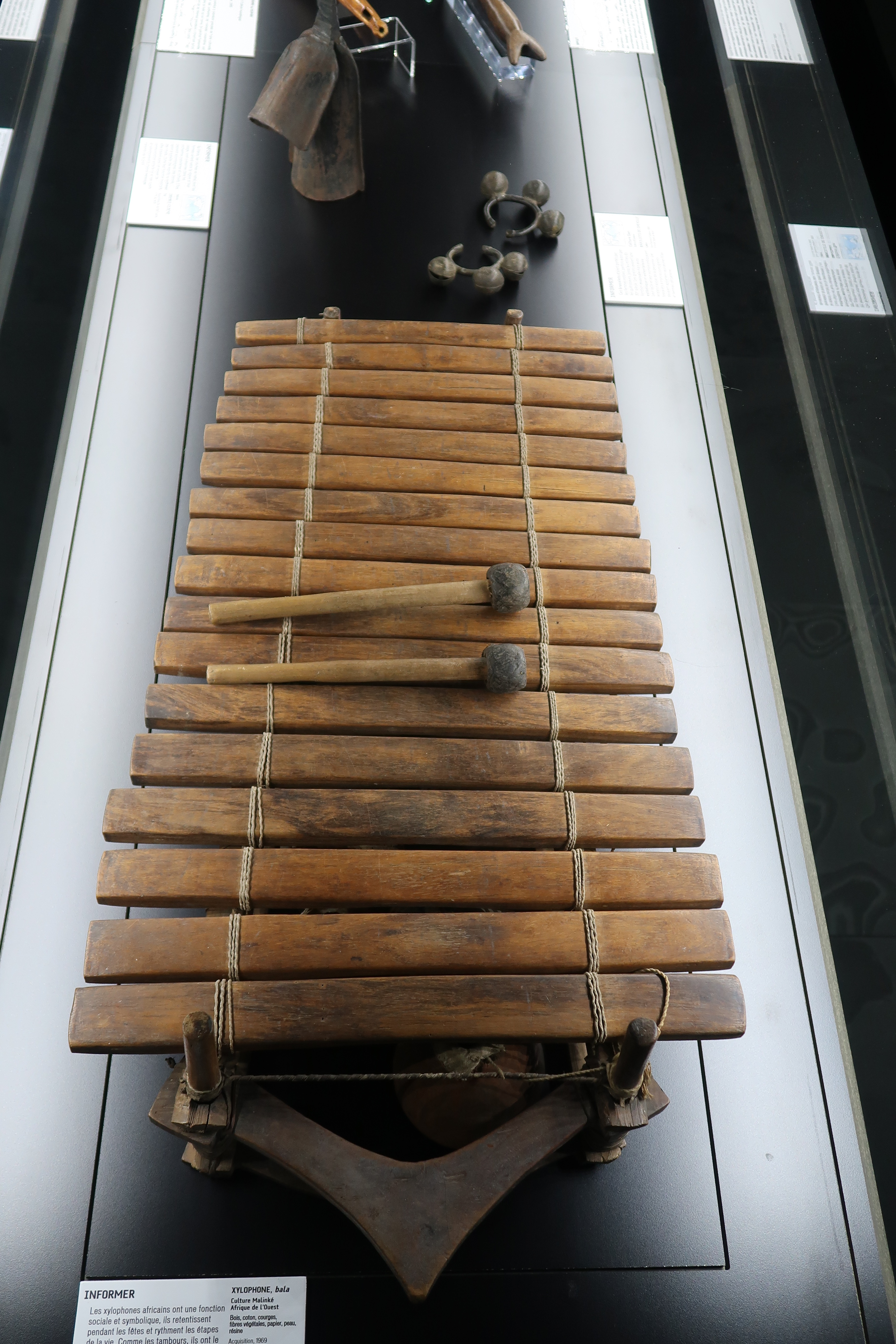
Xylophone, bálá. Culture Malinké. Afrique de l'Ouest. Bois, coton, courges, fibres végétales, papier, peau, résine. Muséum de Toulouse

### Musique
La musique traditionnelle mandingue est perpétuée par les griots suivant la tradition de leurs ancêtres, chanteurs de génération en génération des généalogies et des louanges des cours royales et des familles nobles de l'ancien empire mandingue ou empire du Mali. Le Mandé est le berceau de grandes familles de griots comme les Kouyaté ou les Diabaté.
Répartis aujourd'hui entre la Guinée, le Mali, le Sénégal, la Guinée-Bissau et la Gambie, la plupart des griots malinké partagent une même tradition de chants déclamatoires et l'usage de certains instruments emblématiques dont la kora, le balafon, le n'goni et le djembé. Depuis les années 1970, certains musiciens ont popularisé cette musique en milieu urbain et ont ainsi contribué à la faire connaitre au-delà de ses frontières.
Le xylophone bálá est communément nommé balafon en France. Ce terme provient de la déformation du mot báláfólá qui signifie « joueur de bálá » en langue malinké. Selon les régions, le nombre de lames et leur longueur varie. Elles sont toujours attachées à un cadre de bois. Des calebasses, placées sous les lames, servent de résonateurs. Chacune est percée, vidée, séchée et munie de mirlitons en cocon d’insectes, ce qui permet d’enrichir le timbre de l’instrument. Les xylophones africains ont une fonction sociale et symbolique. Ils interviennent durant les fêtes et rythment les principales étapes de la vie ; ils ont le pouvoir de « parler », comme les tambours.

### Littérature orale
Dans les sociétés mandingues, une grande part de la culture s'est constituée, diffusée et transmise sans recours à l'écrit, par le biais de la tradition orale. Il en a résulté une littérature orale comprenant de nombreux genres. On y trouve des épopées de divers types, certaines semi-historiques comme l'épopée de Soundiata. Certains longs récits sont de véritables romans d'amour comme celui de Lansinet et Soumba,.
Les griots ou djélis étaient rattachés à une famille (diatigui). Ils jouaient un rôle de mémoire des généalogies des lignages, rappelant les exploits des ancêtres et des figures légendaires de l'empire du Mali, et entretenaient ainsi les histoires de la société. Les griots ont un rôle important. Attachés à une famille ou de nos jours indépendants, les griots ont comme mission de conserver la mémoire du clan et de la retransmettre au cours des cérémonies. Ils servent aussi d’intermédiaires pour les mariages.

### Vêtements
Traditionnellement, les hommes malinkés s'habillent en boubou, le Baraké Doloki, de couleur blanche ou jaune. Les couvre-chefs sont nombreux : il y a le chapeau conique le Gaban et le Bama Dah un bonnet ouvert sur les côtés, en forme de gueule de crocodile. Certains hommes se rasent la tête, d'autres continuent de se faire tresser les cheveux. Comme porte-bonheur ils se font percer l'oreille gauche et y mettent un petit anneau en or.
Les femmes portent le boubou et le pagne. Leurs coiffures sont très complexes et ressemblent à celles des femmes peuls, en particulier le cimier, et les tresses le long de tempes, parfois attachés sous le menton. Elles mettent à leurs cheveux, des cauris, ou des pièces d'argent. Les bracelets sont en cuivre, elles les portent aux poignets et autour des bras ; autour des reins se trouvent plusieurs rangées de collier de perles, ainsi qu'au cou.

## Sanankouya
Le sanankouya ou sounangouya est un système de cousinage, une forme « d'alliance » qui jouait le rôle de « pacte de non agression » entre les composantes de l'Empire du Mali sous Soundiata Keïta. Tous les clans mandingues étaient concernés par cette alliance dont l'origine part de la vallée du Nil et s'étendait à tous les royaumes de l'Empire du Mali, sous le règne de Soundiata Keïta. Le vrai but de ce pacte était d'éviter les affrontements, conflits, les guerres et aussi de calmer les tensions mêmes internes.
Le sanankouya est la déclinaison mandingue de la « parenté à plaisanterie », obligeant les différents clans à l'assistance, l'entraide, le respect réciproque, mais leur permettant aussi de se critiquer, de se taquiner. Ces alliances existent par exemple entre les clans Traoré et Diarra, entre les Keïta et les Souané, ou entre les Keïta et les Coulibaly, les Diaby et les Diaouné. Le sanankouya s'applique également entre deux membres d'ethnies différentes. Les Mandingues et les Wolofs entretiennent ce lien, il en est de même avec les Peuls. Les interdits du sanankouya étaient de faire ou de voir souffrir, de verser ou de faire verser le sang de son sanankou.

## Groupe mandingue
Les Malinkés font partie du groupe mandingue comme les Bambaras, qui sont des Mandingues ayant refusé l'islamisation au XVIIe siècle, les Khassonkés, issus d'un mélange de Peuls et de Malinkés, et les Dioula, des commerçants mandingues, ainsi que d'autres ethnies. 
Le groupe mandingue comprend plusieurs ethnies dont les plus grandes sont les Malinkés, les Bambaras et les Dioulas.
Ce groupe comprend aussi les Khassonkés, les Diakhankés, les Koniankés, les Mahous, les Koyakas, les Odienneka, les Dafing, les Bobo-Dioula, les Gouros, les Yacouba, les Toura etc. 